# 이방부
이방부(理方府)는 신라시대에 형률의 사무를 맡아보던 관청이다.
이방부는 좌이방부(左理方府)와 우이방부(右理方府)로 나뉘어 있었다. 좌이방부는 진덕여왕 5년(651년)에 설치되었는데, 영(令)·경(卿)·좌(佐)·대사(大舍) 각 2명과 사(史) 15명의 관원을 두었고, 우이방부는 문무왕 7년(667년)에 설치, 영·경·좌·대사 각 2명과 사 10명의 관원이 있었다. 우이방부가 설치되기 전까지는 좌이방부만이 이방부라고 일컬어졌다.

## 같이 보기
- 신라의 중앙 관제